# Liste der Kirchen im Vogelsbergkreis

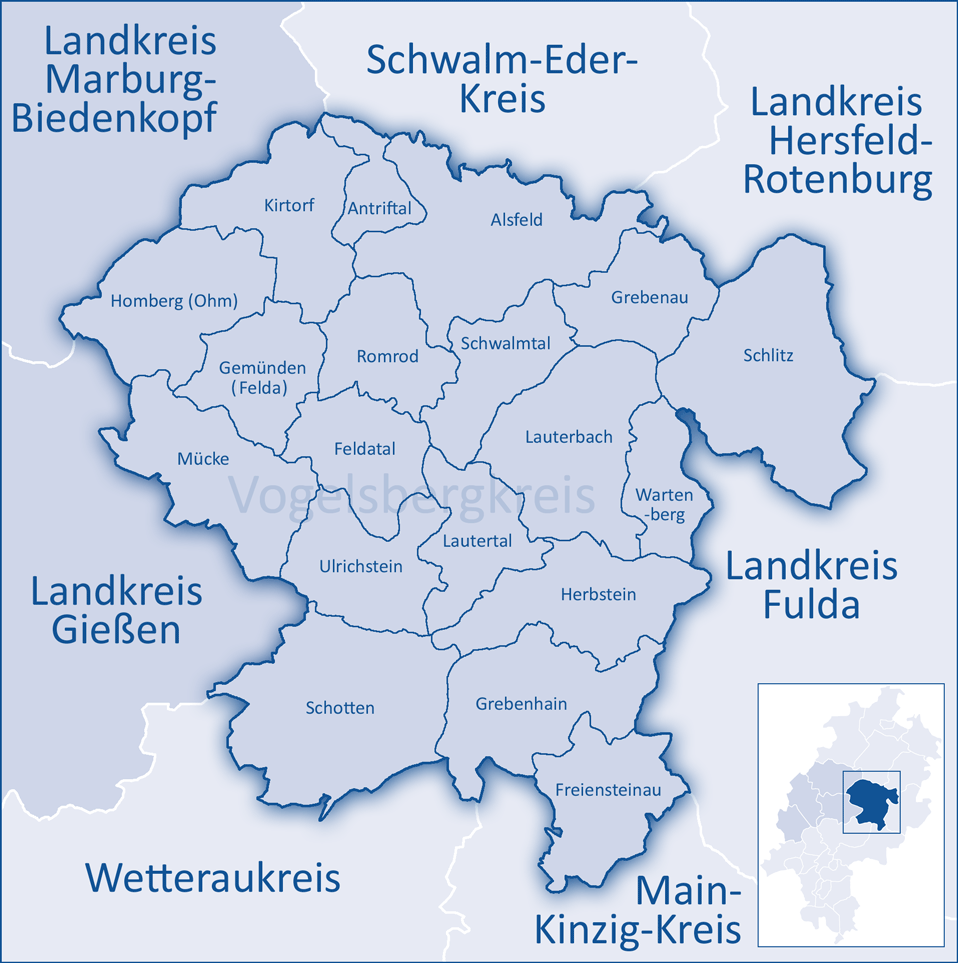
Verwaltungsgliederung Vogelsbergkreis

Die Liste der Kirchen im Vogelsbergkreis umfasst die erhaltenen Kirchengebäude im Vogelsbergkreis (Mittelhessen).
Der Vogelsbergkreis umfasst etwa 160 Kirchen; selbst kleine Dörfer haben oft ein eigenes Gotteshaus. Der Kreis ist für seine vielen Fachwerkkirchen bekannt, von denen etwa 45 erhalten sind. Nach dem Dreißigjährigen Krieg entstanden viele Kirchen im Stil des Barock mit dreiseitigem Schluss und Haubendachreiter. Etwa 70 Barockkirchen sind erhalten. Im Landkreis befinden sich verhältnismäßig wenig römisch-katholische Kirchen; den etwa 20 Gebäuden stehen um die 140 evangelischen Kirchen gegenüber. Die meisten katholischen Kirchen wurden nach dem Zweiten Weltkrieg aufgrund der vielen Flüchtlinge und Heimatvertriebenen errichtet.

## Liste
| Bild | Ort (Lage)         | Name der Kirche                 | Gemeinde bzw. Stadt | Konfession | Errichtung        | Bemerkungen |
| ---- | ------------------ | ------------------------------- | ------------------- | ---------- | ----------------- | --- |
|      | Allmenrod          | Evangelische Kirche             | Lauterbach          | Ev.        | 1728–1729         | verschindelte Fachwerkkirche, Saalbau mit dreiseitigem Schluss und Dachreiter |
|      | Alsfeld            | Christkönig                     | Alsfeld             | Röm.-kath. | 1963              | |
|      | Alsfeld            | Dreifaltigkeitskirche           | Alsfeld             | Ev.        | 14. Jh.           | ehemalige Klosterkirche der Augustiner, zweischiffige gotische Hallenkirche |
|      | Alsfeld            | Walpurgiskirche                 | Alsfeld             | Ev.        | 1473              | gotische Hallenkirche, im Kern 13./14. Jh. |
|      | Altenburg          | Evangelische Kirche             | Alsfeld             | Ev.        | 1748–1750         | Querbau mit abgeschrägten Ecken, Kirchturm mittig an Langseite, zweizonige Fensterreihung |
|      | Altenschlirf       | Andreaskirche                   | Herbstein           | Ev.        | 1753–1755         | Saalbau mit Ostturm |
|      | Angersbach         | Katholische Kirche              | Wartenberg          | Röm.-kath. | 1962              | |
|      | Angersbach         | Evangelische Kirche             | Wartenberg          | Ev.        | 1763              | Chorturm von 1498 |
|      | Appenrod           | Evangelische Kirche             | Homberg             | Ev.        | 1888              | |
|      | Arnshain           | Stadtkirche                     | Kirtorf             | Ev.        | 1886–1887         | neugotisch |
|      | Atzenhain          | Evangelische Kirche             | Mücke               | Ev.        | gotisch           | |
|      | Berfa              | Evangelische Kirche             | Alsfeld             | Ev.        | 1748              | barocke Saalkirche, Turm über Rechteckchor |
|      | Bernsburg          | Evangelische Kirche             | Antrifttal          | Ev.        | romanisch         | 1510 und 1674 erneuert |
|      | Bernshausen        | Evangelische Kirche             | Schlitz             | Ev.        | 1725              | Saalbau mit Walmdach und Haubendachreiter |
|      | Betzenrod          | Evangelische Kirche             | Schotten            |            | ?                 | |
|      | Betzenrod          | Evangelische Kirche             | Schotten            | Ev.        | 1663              | Fachwerkkirche mit ehemaliger Schule im Obergeschoss, fünfseitiger eingezogener Choranbau (18. Jh.) |
|      | Bieben             | Evangelische Kirche             | Grebenau            | Ev.        | 19. Jh.           | Fachwerkbau mit Haubendachreiter, kombiniert mit ehemaliger Schule |
|      | Billertshausen     | Evangelische Kirche             | Alsfeld             | Ev.        | 1702–1703         | Saalbau mit dreiseitigem Schluss, im Kern mittelalterlich, 1702–1703 erneuert, mittelalterlicher Westturm mit barocker Haube |
|      | Bleidenrod         | Evangelische Kirche             | Homberg             | Ev.        | 16. Jh.           | Fachwerkkirche |
|      | Blitzenrod         | Evangelische Kirche             | Lauterbach          | Ev.        | 1926              | von Heinrich Walbe |
|      | Bobenhausen II     | Evangelische Kirche             | Ulrichstein         | Ev.        | 1765              | einschiffige Saalkirche des Rokoko mit wehrhaftem Turm aus der 1. Hälfte des 13. Jh.s |
|      | Brauerschwend      | Evangelische Kirche             | Schwalmtal          | Ev.        | 1748              | Saalbau mit dreiseitigem Schluss und Haubendachreiter |
|      | Brauerschwend      | St. Elisabeth                   | Schwalmtal          | Röm.-kath. | 1955–1956         | |
|      | Breungeshain       | Evangelische Kirche             | Schotten            | Ev.        | 1708–1715         | Fachwerkkirche mit Westturm von 1952 |
|      | Burg-Gemünden      | Evangelische Kirche             | Gemünden            | Ev.        | 1749–1750         | im Kern gotisch, Saalkirche mit Haubendachreiter |
|      | Burkhards          | Evangelische Kirche             | Schotten            | Ev.        | 1754–1757         | hallenartiger Saalbau mit dreiseitigem Schluss und gestaffeltem Dachreiter |
|      | Busenborn          | Evangelische Kirche             | Schotten            | Ev.        | 1633/1789         | Fachwerkkirche, westlicher Teil von 1633, östlicher Teil mit dreiseitigem Schluss von 1789 |
|      | Büßfeld            | Evangelische Kirche             | Homberg             | Ev.        | 1700              | Fachwerkkirche |
|      | Crainfeld          | Evangelische Kirche             | Grebenhain          | Ev.        | um 1300, 1860     | gotische Saalkirche 1625–1629 und 1667 erneuert, historisierender Westturm von 1860 |
|      | Dannenrod          | Evangelische Kirche             | Homberg             | Ev.        | 1706–1707         | Fachwerkkirche, 1741 um Rechteckchor erweitert |
|      | Deckenbach         | Evangelische Kirche             | Homberg             | Ev.        | 1789              | Saalbau mit Haubendachreiter |
|      | Dirlammen          | Evangelische Kirche             | Lautertal           | Ev.        | 1704–1705         | Fachwerkkirche mit dreiseitigem Schluss |
|      | Eichelsachsen      | Evangelische Kirche             | Schotten            | Ev.        | 1722–1723         | Fachwerkkirche mit dreiseitigem Schluss und Haubendachreiter |
|      | Eichenrod          | Katholische Kirche              | Schotten            | Röm.-kath. | Anfang 1950er     | |
|      | Eifa               | Magdalenenkapelle               | Alsfeld             | Ev.        | spätgotisch       | Rechteckbau, dessen gewölbter Chor um 1800 abgerissen wurde |
|      | Einartshausen      | Evangelische Kirche             | Schotten            | Ev.        | 13. Jh.           | frühgotischer Chorturm, Schiff nach Brand 1856–1862 erneuert |
|      | Schloss Eisenbach  | Schlosskirche                   | Lauterbach          | Ev.        | 1671–1675         | über Unterbau der Vorgängerkapelle von 1440 |
|      | Elbenrod           | Evangelische Kirche             | Alsfeld             | Ev.        | 12. Jh.           | romanische Saalkirche, Rechteckchor in Fachwerkbauweise von 1715 |
|      | Engelrod           | Evangelische Kirche             | Lautertal           | Ev.        | 1854              | klassizistischer Saalbau |
|      | Erbenhausen        | Evangelische Kirche             | Homberg             | Ev.        | 1782              | Saalbau mit dreiseitigem Schluss und Westturm |
|      | Ermenrod           | Evangelische Kirche             | Feldatal            | Ev.        | 1735              | Fachwerkkirche, 1776 erneuert |
|      | Eschenrod          | Evangelische Kirche             | Schotten            | Ev.        | 1914–1920         | nach Abriss der Fachwerkkirche 1914 in barockisierenden Formen mit polygonaler Apsis und Haubendachreiter |
|      | Eudorf             | Evangelische Kirche             | Alsfeld             | Ev.        | 13. Jh.           | spätromanischer Saalbau mit Chorturm, in der Spätgotik umgebaut, 1502 Sakristeianbau |
|      | Eulersdorf         | Evangelische Kirche             | Grebenau            | Ev.        | 1749              | Fachwerkkirche mit Dachreiter und Zwiebelhaube |
|      | Feldkrücken        | Evangelische Kirche             | Ulrichstein         | Ev.        | 1734              | verschindelte Fachwerkkirche mit dreiseitigem Schluss und Haubendachreiter |
|      | Flensungen         | Evangelische Kirche             | Mücke               | Ev.        | 14. Jh.           | gotische Saalkirche mit mittigem Dachreiter, 1932 Süderweiterung |
|      | Fraurombach        | Evangelische Kirche             | Schlitz             | Ev.        | 2. Hälfte 12. Jh. | romanische Saalkirche, wohl um 1522 spätgotischer Rechteckchor angebaut |
|      | Freiensteinau      | Evangelische Kirche             | Freiensteinau       | Ev.        | 1721–1724         | barocker Saalbau mit Walmdach, spätgotischen Chorturm aus der 2. Hälfte des 14. Jh.s |
|      | Freiensteinau      | Maria Himmelfahrt               | Freiensteinau       | Röm.-kath. | 1951              | Erste Kirche durch Initiative des Paters Werenfried van Straaten |
|      | Frischborn         | Evangelische Kirche             | Lauterbach          | Ev.        | 1702–1705         | Saalbau mit dreiseitigen Schluss und Westturm |
|      | Gleimenhain        | Evangelische Kirche             | Kirtorf             | Ev.        | 1529              | Saalbau mit dreiseitigem Schluss, 1592 erweitert |
|      | Götzen             | Evangelische Kirche             | Schotten            | Ev.        | 1826              | Fachwerkkirche, ehemalige Friedhofskapelle aus Schotten, die 1826 umgesetzt wurde; Schopfwalmdach und Dachreiter |
|      | Grebenau           | Evangelische Kirche             | Grebenau            | Ev.        | 1768              | unter Einbeziehung älterer Mauern |
|      | Grebenau           | Heilig-Kreuz                    | Grebenau            | Röm.-kath. | 1955–1956         | 2001–2003 umgebaut |
|      | Grebenhain         | Evangelische Kirche             | Grebenhain          | Ev.        | 1784              | spätbarocke Kirche mit Walmdach, spätgotischer Chorturm |
|      | Grebenhain         | Maria Himmelfahrt               | Grebenhain          | Röm.-kath. | 1968              | |
|      | Groß-Eichen        | Evangelische Kirche             | Mücke               | Ev.        | 1746–1747         | barocke Saalkirche mit Haubendachreiter über dreiseitigen Chor |
|      | Groß-Felda         | Evangelische Kirche             | Feldatal            | Ev.        | 13. Jh.           | Saalbau mit Westturm und quadratischem Chor |
|      | Groß-Felda         | Filialkirche St. Johann Baptist | Feldatal            | Röm.-kath. | 1956              | Umbau eines Gasthauses |
|      | Gunzenau           | Evangelische Kirche             | Freiensteinau       | Ev.        | 1705–1706         | Fachwerkkirche mit Haubendachreiter |
|      | Haarhausen         | Evangelische Kirche             | Homberg             | Ev.        | um 1700           | Fachwerkkirche mit dreiseitigem Schluss und Haubendachreiter |
|      | Hainbach           | Evangelische Kirche             | Gemünden            | Ev.        | 1775              | Fachwerkkirche mit Schopfwalmdach und Haubendachreiter |
|      | Hartershausen      | Nikolaikirche                   | Schlitz             | Ev.        | 13. Jh.           | kleiner gotischer Saalbau mit Dachreiter |
|      | Hattendorf         | Evangelische Kirche             | Alsfeld             | Ev.        | 1856–1858         | klassizistische Saalkirche mit Walmdach und eingebundenem Turm |
|      | Heblos             | Evangelische Kirche             | Lauterbach          | Ev.        | 1711              | Fachwerkkirche mit Dachreiter |
|      | Heidelbach         | Evangelische Kirche             | Alsfeld             | Ev.        | 1786              | Saalkirche mit dreiseitigem Ostschluss und Dachreiter über dem Westportal |
|      | Heimertshausen     | Evangelische Kirche             | Kirtorf             | Ev.        | 1699–1700         | Saalbau mit Haubendachreiter |
|      | Heisters           | Evangelische Kirche             | Grebenhain          | Ev.        | 1882              | 1842–1843 um ein Drittel vergrößert |
|      | Helpershain        | Evangelische Kirche             | Ulrichstein         | Ev.        | 1908              | Saalbau mit Dachreiter |
|      | Hemmen             | Evangelische Kirche             | Schlitz             | Ev.        | 1821              | gotischer Saalbau mit Dachreiter |
|      | Herbstein          | Evangelische Kirche             | Herbstein           | Ev.        | 1882              | Turm 1888 ergänzt |
|      | Herbstein          | St. Jakobus                     | Herbstein           | Röm.-kath. | um 1400           | spätgotische Hallenkirche, Chor mit 5/8-Schluss, im Barock umgebaut |
|      | Herchenhain        | Evangelische Kirche             | Grebenhain          | Ev.        | 1882              | Saalbau mit dreiseitigem Schluss, Schopfwalmdach und vorgelagertem Nordturm |
|      | Hergersdorf        | Evangelische Kirche             | Schwalmtal          | Ev.        | 1770              | Fachwerkkirche |
|      | Höckersdorf        | Evangelische Kirche             | Mücke               | Ev.        | 1737              | Fachwerkkirche |
|      | Homberg            | Stadtkirche                     | Homberg             | Ev.        | 1256              | romanische Basilika mit gotischem Chor |
|      | Homberg            | St. Matthias                    | Homberg             | Röm.-kath. | 1960–1961         | |
|      | Hopfgarten         | Evangelische Kirche             | Schwalmtal          | Ev.        | romanisch, 1734   | romanischer Saalbau 1734 nach Osten erweitert, dreiseitiger Schluss, romanisches Südportal und romanischer Taufstein mit Reliefs |
|      | Hopfmannsfeld      | Evangelische Kirche             | Lautertal           | Ev.        | 1733–1737         | |
|      | Hutzdorf           | Evangelische Kirche             | Schlitz             | Ev.        | Anfang 18. Jh.    | Saalbau mit Walmdach und Haubendachreiter |
|      | Ilbeshausen        | Evangelische Kirche             | Grebenhain          | Ev.        | 1765–1766         | spätbarocke Saalkirche, Dachreiter über dem Westportal |
|      | Ilsdorf            | Evangelische Kirche             | Mücke               | Ev.        | Mitte 16. Jh.     | Fachwerkkirche, 1984 aus Bernsfeld transloziert |
|      | Kestrich           | Evangelische Kirche             | Feldatal            | Ev.        | 1772–1773         | Fachwerkkirche mit dreiseitigem Schluss und Haubendachreiter |
|      | Kirtorf            | Stadtkirche                     | Kirtorf             | Ev.        | 1725–1731         | Saalbau mit dreiseitigem Schluss und Westturm |
|      | Kirtorf            | Filialkirche St. Jakobus        | Kirtorf             | Röm.-kath. | 1957              | |
|      | Köddingen          | Evangelische Kirche             | Feldatal            | Ev.        | 1807–1810         | klassizistische Saalkirche |
|      | Kölzenhain         | Evangelische Kirche             | Ulrichstein         | Ev.        | 1592?             | verschindelte Fachwerkkirche über Feldsteinsockel, 1858 erweitert |
|      | Landenhausen       | Evangelische Kirche             | Wartenberg          | Ev.        | 1747–1748         | Saalbau mit dreiseitigem Schluss und Haubendachreiter |
|      | Landenhausen       | Katholische Filialkirche        | Wartenberg          | Röm.-kath. | 1973              | |
|      | Lanzenhain         | Evangelische Kirche             | Herbstein           | Ev.        | 1630–1631         | verschindelte Fachwerkkirche, 1770 Umbau und Anbau eines dreiseitigen Chores, Turm von 1786 |
|      | Lauterbach         | St. Michael                     | Lauterbach          | Röm.-kath. | 1894              | schlichter Saalbau |
|      | Lauterbach         | Stadtkirche                     | Lauterbach          | Ev.        | 1763–1768         | Predigtkirche des frühen Rokoko |
|      | Lehrbach           | Evangelische Kirche             | Kirtorf             | Ev.        | 1895–1896         | neugotische Saalkirche mit eingezogenem polygonalen Chor im Süden und hohem Turmaufbau im Norden |
|      | Leusel             | Evangelische Kirche             | Alsfeld             | Ev.        | 1696–1697         | barocker Saalbau mit dreiseitigem Schluss und Haubendachreiter |
|      | Liederbach         | Evangelische Kirche             | Alsfeld             | Ev.        | 15. Jh.?          | gotischer Kern, 1773 erneuert |
|      | Lingelbach         | Evangelische Kirche             | Alsfeld             | Ev.        | 1793              | nach Plänen von J. A. Engelhardt |
|      | Maar               | Evangelische Kirche             | Lauterbach          | Ev.        | 1815–1825         | klassizistische Saalkirche mit westlichem Frontturm |
|      | Maulbach           | Evangelische Kirche             | Homberg             | Ev.        |                   | 1701 erweitert und im 20. Jh. umgebaut |
|      | Meiches            | Evangelische Kirche             | Lautertal           | Ev.        | 1627              | verschindelte Fachwerkkirche mit Dachreiter |
|      | Merlau             | Evangelische Kirche             | Mücke               | Ev.        | 1853–1857         | klassizistische Saalkirche |
|      | Michelbach         | Evangelische Kirche             | Schotten            | Ev.        | 1663              | Fachwerkkirche mit Dachreiter |
|      | Nieder-Gemünden    | Evangelische Kirche             | Gemünden            | Ev.        | 1755–1756         | Saalbau dreiseitiger Schluss und Haubendachreiter |
|      | Nieder-Gemünden    | Erscheinung des Herrn           | Feldatal            | Röm.-kath. | 1955–1956         | |
|      | Nieder-Moos        | Evangelische Kirche             | Freiensteinau       | Ev.        | 1784–1790         | Saalkirche mit Frontturm |
|      | Nieder-Ofleiden    | Evangelische Kirche             | Homberg             | Ev.        | 1737–1741         | Saalbau mit dreiseitigem Schluss und Haubendachreiter |
|      | Nieder-Stoll       | Evangelische Kirche             | Schlitz             | Ev.        | 1680              | kleine Fachwerkkirche mit Haubendachreiter |
|      | Ober-Breidenbach   | Evangelische Kirche             | Romrod              | Ev.        | spätgotisch       | 1699 in Fachwerkbauweise erhöht, 1870 neugotischer Anbau im Osten mit Dachreiter |
|      | Ober-Gleen         | Evangelische Kirche             | Kirtorf             | Ev.        | 1753–1754         | Saalbau mit dreiseitigem Schluss und Haubendachreiter |
|      | Ober-Moos          | Evangelische Kirche             | Freiensteinau       | Ev.        | 1910              | kleine Saalkirche mit Haubendachreiter nach Zerstörung der Fachwerkkirche von 1738 durch Blitzschlag im Jahr 1909 |
|      | Ober-Ofleiden      | St. Martin                      | Homberg             | Ev.        | 1737–1741         | Saalbau mit dreiseitigem Schluss und Haubendachreiter |
|      | Ober-Ohmen         | Evangelische Kirche             | Mücke               | Ev.        | 1792–1794         | Saalkirche zwischen Spätbarock und Klassizismus, Chorturm aus der spätromanischen/frühgotischen Übergangszeit mit Wandmalereien des 14. Jh.s |
|      | Ober-Seibertenrod  | Evangelische Kirche             | Ulrichstein         | Ev.        | 1866              | Fachwerkkirche, Turm von 1902 |
|      | Ober-Wegfurth      | Evangelische Kirche             | Schlitz             | Ev.        | romanisch, 1701   | im Kern romanisch, auf kreuzförmigem Grundriss, in der Spätgotik und 1701 umgebaut |
|      | Ohmes              | Heilige Familie                 | Antrifttal          | Röm.-kath. | 1903              | |
|      | Otterbach          | Evangelische Kirche             | Gemünden            | Ev.        | 1833              | Fachwerkkirche mit zierlichem Haubendachreiter, unter einem Dach mit ehemaliger Schule |
|      | Pfordt             | Evangelische Kirche             | Schlitz             | Ev.        | 1616              | im Kern älter, auf kreuzförmigem Grundriss, Westturm von 1894 |
|      | Queck              | Nikolaikirche                   | Schlitz             | Ev.        | 1727              | Saalbau mit Walmdach und Ostturm |
|      | Rainrod            | Evangelische Kirche             | Schotten            | Ev.        | 1835–1836         | Bruchsteinbau |
|      | Rainrod            | Evangelische Kirche             | Schwalmtal          | Ev.        | 1660–1673         | Fachwerkkirche mit Schopfwalmdach und Dachreiter |
|      | Rimbach            | Evangelische Kirche             | Schlitz             | Ev.        | 1727              | mit Walmdach und Dachreiter |
|      | Rixfeld            | Evangelische Kirche             | Herbstein           | Ev.        | 1951–1954         | |
|      | Romrod             | Evangelische Kirche             | Romrod              | Ev.        | 1664–1690         | gotisierende Saalkirche des Barock aus unverputztem Bruchsteinmauerwerk mit dreiseitigem Schluss und Westturm |
|      | Romrod             | St. Joseph                      | Romrod              | Röm.-kath. | 1970              | Zeltkirche |
|      | Rudingshain        | Evangelische Kirche             | Schotten            | Ev.        | 1673              | Fachwerkkirche mit dreiseitigem Schluss und Haubendachreiter |
|      | Rudlos             | Evangelische Kirche             | Lauterbach          | Ev.        | 1691              | eine der kleinsten Fachwerkkirchen des Vogelsbergs |
|      | Rülfenrod          | Evangelische Kirche             | Gemünden            | Ev.        | 1749–1750         | Saalbau mit zweizoniger Fensterreihung und Haubendachreiter |
|      | Ruhlkirchen        | St. Michael                     | Antrifttal          | Ev.        | 1820–1824         | |
|      | Ruppertenrod       | Evangelische Kirche             | Mücke               | Ev.        | 1711              | Fachwerkkirche, barocke Saalkirche mit dreiseitigem Schluss und zweigeschossigem Haubendachreiter |
|      | Sandlofs           | Evangelische Kirche             | Schlitz             | Ev.        | um 1500           | spätgotische Chorturmkirche |
|      | Schlechtenwegen    | Evangelische Kirche             | Herbstein           | Ev.        | 1703              | Fachwerkkirche, Saalbau mit Schopfwalmdach, zweizoniger Fensterreihung und Fachreiter |
|      | Schlitz            | Sandkirche                      | Schlitz             | Ev.        | 1612              | älteste Querkirche Hessens |
|      | Schlitz            | Stadtkirche                     | Schlitz             | Ev.        | 12. Jh.           | quadratischen Chorraum mit Apsis und Nebenkapellen sowie Teile des Querhauses und des Ostturms romanisch, gotisches Langhaus, frühgotische Maßwerkfenster und Westportal aus 13. Jh., um 1500 Turm aufgestockt, im 16. Jh. Treppentürme ergänzt und Umbau zur Predigtkirche |
|      | Schotten           | Herz-Jesu-Kirche                | Schotten            | Röm.-kath. | 1952              | |
|      | Schotten           | Liebfrauenkirche                | Schotten            | Ev.        | 1350–1385         | gotische Hallenkirche, ehemalige Wallfahrtskirche |
|      | Schwabenrod        | Evangelische Kirche             | Alsfeld             | Ev.        | 1755              | |
|      | Schwarz            | Evangelische Kirche             | Grebenau            | Ev.        | 1774–1774         | Saalbau mit dreiseitigem Schluss und Haubendachreiter |
|      | Seibelsdorf        | Katholische Kirche              | Antrifttal          | Röm.-kath. | 1936–1938         | |
|      | Sellnrod           | Fachwerkkirche                  | Mücke               | Ev.        | 1697–1698         | Fachwerkkirche, barocker Saalbau mit dreiseitigem Ostschluss und Haubendachreiter im Westen |
|      | Steinfurt          | Evangelische Kirche             | Herbstein           | Ev.        | 1775              | Fachwerkkirche mit Schopfwalmdach, Obergeschoss für ehemalige Schule und Lehrerwohnung |
|      | Stockhausen        | Evangelische Kirche             | Herbstein           | Ev.        | 1846              | |
|      | Storndorf          | Evangelische Kirche             | Ulrichstein         | Ev.        | 1753–1755         | Saalbau mit dreiseitigem Schluss und Haubendachreiter |
|      | Strebendorf        | Evangelische Kirche             | Romrod              | Ev.        | 1701              | 1741 Umbau eines Backhauses in eine Kirche und Schulhaus; verschindelte Fachwerkkirche mit Dachreiter |
|      | Stumpertenrod      | Evangelische Kirche             | Feldatal            | Ev.        | 1697–1712         | Fachwerkkirche mit dreiseitigem Chorschluss und Haubendachreiter |
|      | Udenhausen         | Laurentiuskirche                | Grebenau            | Ev.        | romanisch         | eingezogener Rechteckchor, Dachreiter des 17. Jh.s auf steilem Satteldach |
|      | Üllershausen       | Valentinskirche                 | Schlitz             | Ev.        | 16. Jh.           | Rechteckbau und Haubendachreiter |
|      | Ulrichstein        | Evangelische Kirche             | Ulrichstein         | Ev.        | 1858–1861         | Saalbau im romanisierenden Stil mit 5/8-Schluss und Frontturm |
|      | Unter-Seibertenrod | Evangelische Kirche             | Ulrichstein         | Ev.        | 1738–1739         | Fachwerkkirche, einschiffige Saalkirche mit Vierachtelschluss und Haubendachreiter |
|      | Ützhausen          | Nikolaikirche                   | Schlitz             | Ev.        | 1720              | Fachwerkkirche mit Haubendachreiter |
|      | Vadenrod           | Evangelische Kirche             | Schwalmtal          | Ev.        | 1720              | Saalkirche mit dreiseitigem Schluss und Haubendachreiter |
|      | Vockenrod          | Katholische Kirche              | Antrifttal          | Röm.-kath. | 1908              | neugotisch, Inneres teils im Jugendstil |
|      | Volkartshain       | Evangelische Kirche             | Grebenhain          | Ev.        | Anfang 19. Jh.    | Fachwerkbau aus Umbau einer ehemaligen Zehntscheune entstanden |
|      | Wahlen             | Evangelische Kirche             | Kirtorf             | Ev.        | 1779–1761         | Saalbau mit dreiseitigem Schluss und Haubendachreiter |
|      | Weidenau           | St. Maria Rosenkranzkönigin     | Freiensteinau       | Röm.-kath. | 1927              | |
|      | Wernges            | Evangelische Kirche             | Lauterbach          | Ev.        | 1796–1798         | noch in barocker Tradition |
|      | Wettsaasen         | Evangelische Kirche             | Mücke               | Ev.        | Ende 15. Jh.      | in 1740er Jahren renoviert |
|      | Willofs            | Evangelische Kirche             | Schlitz             | Ev.        | Ende 16. Jh.      | Rechteckbau mit eingebundenem Westturm |
|      | Windhausen         | Evangelische Kirche             | Feldatal            | Ev.        | 1840–1842         | neuromanischer Saalbau |
|      | Wingershausen      | Evangelische Kirche             | Schotten            | Ev.        | 1903–1904         | Neugotische Saalkirche errichtet auf den Grundmauern des Vorgängerbaus über T-förmigem Grundriss, Architekt Ludwig Hofmann aus Herborn |
|      | Wohnfeld           | Evangelische Kirche             | Ulrichstein         | Ev.        | 1785–1787         | Fachwerkkirche mit dreiseitigem Schluss |
|      | Zeilbach           | Evangelische Kirche             | Feldatal            | Ev.        | 1668              | Fachwerkkirche mit Haubendachreiter |
|      | Zell               | Evangelische Kirche             | Romrod              | Ev.        | 13. Jh.           | spätromanischer Saalbau, Dachreiter des 16./17. Jh.s |